# Eupithecia georgii
Eupithecia georgii là một loài bướm đêm trong họ Geometridae.